# Матилда Френска
Матилда Френска (Mathilde, 943 – 992) е кралица на Бургундия от династията на Каролингите.

## Произход
Тя е дъщеря на западнофранкския крал Лудвиг IV и съпругата му Герберга Саксонска, дъщеря на Хайнрих I Птицелов и сестра на император Ото I Велики. Сестра е на Лотар, крал на Западно-франкското кралство, и на Карл I, херцог на Долна Лотарингия.

## Фамилия
Матилда се омъжва през 964 г. за Конрад III, крал на Бургундия от династията на Велфите († 19 октомври 993). Тя е негова втора съпруга. От тази брак са децата:
- Берта Бургундска (967 – 16 януари 1016), съпруга на Робер II, крал на Франция;
- Матилда от Бургундия (р. 969), вероятно омъжена за Роберт, граф на Женева;
- Рудолф III (971 – 6 септември 1032), крал на Бургундия;
- Герберга Бургундска (965 – 1019), съпруга на Херман II, херцог на Швабия († 1003,)